# Rede de Pesquisa Empírica em Direito
O Rede de Pesquisa Empírica em Direito (REED) é uma organização não governamental brasileira que reúne professores e pesquisadores envolvidos com a pesquisa empírica aplicada ao Direito, fundada em 2011 durante um encontro científico realizado na Faculdade de Direito do campus de Ribeirão Preto da Universidade de São Paulo (USP), que vem contribuindo para o desenvolvimento da pesquisa jurídica no Brasil.
Desde sua criação, em 2011, a REED organiza e promove encontros e congressos sobre ensino e pesquisa jurídica sob a abordagem empírica.
A partir de 2013, a rede se organiza como uma associação com o nome de Instituto Rede de Pesquisa Empírica em Direito e têm como objetivo a articulação de investigadores(as) brasileiros(as) e estrangeiros(as), de forma descentralizada e horizontal, visando promover a divulgação de dados, estudos e reflexões sobre pesquisas empíricas aplicadas ao campo jurídico, especialmente na análise e na capacitação em métodos e técnicas empíricas adaptadas a esse campo.
Além de seus eventos acadêmicos, a REED edita um periódico especializado em pesquisa empírica aplicada ao Direito chamado de Revista de Estudos Empíricos em Direito, classificada pelo SCImago Journal Rank no Quartil 2.

## Administração
São órgãos de administração do instituto REED:
- Diretoria Executiva;
- Conselho Fiscal.

Além desses órgãos, a REED possui um Conselho Científico composto por três membros. Os ocupantes desses órgãos exercem mandato por dois anos. 

## Revista de Estudos Empíricos em Direito
A Revista de Estudos Empíricos em Direito é um periódico editado pela REED que é especializado na publicação de artigos e trabalhos acadêmicos baseados em metodologias que envolvem a pesquisa empírica aplicada ao Direito.
O propósito deste periódico seria estimular uma reflexão do direito como um fenômeno social a ser explicado por meio de observações sistemáticas e metodologicamente fundadas, contemplando tanto as pesquisas quantitativas, quanto qualitativas, sem optar por uma hierarquização entre ambas, na linha do defendido por Marc Galanter.
O primeiro número do periódico foi publicado em 2014, estando atualmente classificada pelo SCImago Journal Rank no Quartil 2..
Em 2023, o Comitê Executivo da REED era composto pelos pesquisadores Alexandre dos Santos Cunha (IPEA), Ana Gabriela Mendes Braga (UNESP Franca), Bernardo Abreu de Medeiros (IPEA), Diogo Rosenthal Coutinho (FD-USP), Fernando de Castro Fontainha (UERJ), José Roberto Franco Xavier (FND-UFRJ), Maíra Rocha Machado (FGV), Paulo Eduardo Alves Silva (USP Ribeirão Preto), Rebecca Forattini A. M. L. Igreja (UNB), Riccardo Cappi (UNEB).